# Ethan Suplee
Ethan Suplee (New York, 25 mei 1976) is een Amerikaanse film- en televisieacteur. Hij staat bekend om zijn rollen in Blow, American History X, Remember the Titans en als Randy Hickey in de comedyserie My Name Is Earl.

## Filmografie
| Jaar            | Titel                                       | Rol                        |
| --------------- | ------------------------------------------- | -------------------------- |
| 1994            | Tales from the Crypt                        | Jaimie                     |
| 1994-1996, 1998 | Boy Meets World (TV)                        | Frankie Stechino           |
| 1995            | Mallrats                                    | Willam Black               |
| 1997            | Chasing Amy                                 | Comic Fan                  |
| 1998            | American History X                          | Seth Ryan                  |
| 1998            | Desert Blue                                 | Cale                       |
| 1999            | Tyrone                                      | Joshua Schatzberg          |
| 1999            | Dogma                                       | Noman the Golgothan (stem) |
| 2000            | Takedown                                    | Dan Brodley                |
| 2000            | Road Trip                                   | Ed                         |
| 2000            | Vulgar                                      | Frankie Fanelli            |
| 2000            | Remember the Titans                         | Louie Lastik               |
| 2001            | Don's Plum                                  | Big Bum                    |
| 2001            | Blow                                        | Tuna                       |
| 2001            | Evolution                                   | Deke                       |
| 2002            | John Q                                      | Max Conlin                 |
| 2002            | The First $20 Million Is Always the Hardest | Tiny                       |
| 2003            | Cold Mountain                               | Pangle                     |
| 2004            | The Butterfly Effect                        | Thumper                    |
| 2004            | Without a Paddle                            | Elwood                     |
| 2005            | Neo Ned                                     | Johnny 2005 Bad Trip       |
| 2005            | My Name Is Earl (televisieserie, 2005-2009) | Randy Hickey               |
| 2005            | Entourage (televisieserie)                  | Naamloos                   |
| 2006            | Art School Confidential                     | Vince                      |
| 2006            | The Fountain                                | Manny                      |
| 2006            | The Year Without a Santa Claus              | Jingle                     |
| 2006            | Clerks II                                   | Teen #2                    |
| 2007            | Mr. Woodcock                                | Nedderman                  |
| 2007            | American Pie Presents: Beta House           | Fraternity Geek            |
| 2007            | Struck                                      | Cupid                      |
| 2009            | Fanboys                                     | Harry Knowles              |
| 2010            | Unstoppable                                 | Dewey                      |
| 2013            | The Wolf of Wall Street                     | Toby Welch                 |
| 2019            | Motherless Brooklyn                         | Gilbert Coney              |

- Biblioteca Nacional de España: XX5017827
- Bibliothèque nationale de France: cb16514501r (data)
- Gemeinsame Normdatei: 1013307593
- International Standard Name Identifier: 0000 0001 2198 0763
- Library of Congress Control Number: no2005074488
- Nationale Bibliotheek van Tsjechië: xx0150919
- Nationale Bibliotheek van Polen: a0000001880929
- Système universitaire de documentation: 241362946
- Virtual International Authority File: 166338360
- WorldCat: E39PBJcgBCdY9xx4Q8BqCTC84q